# カオソーイ

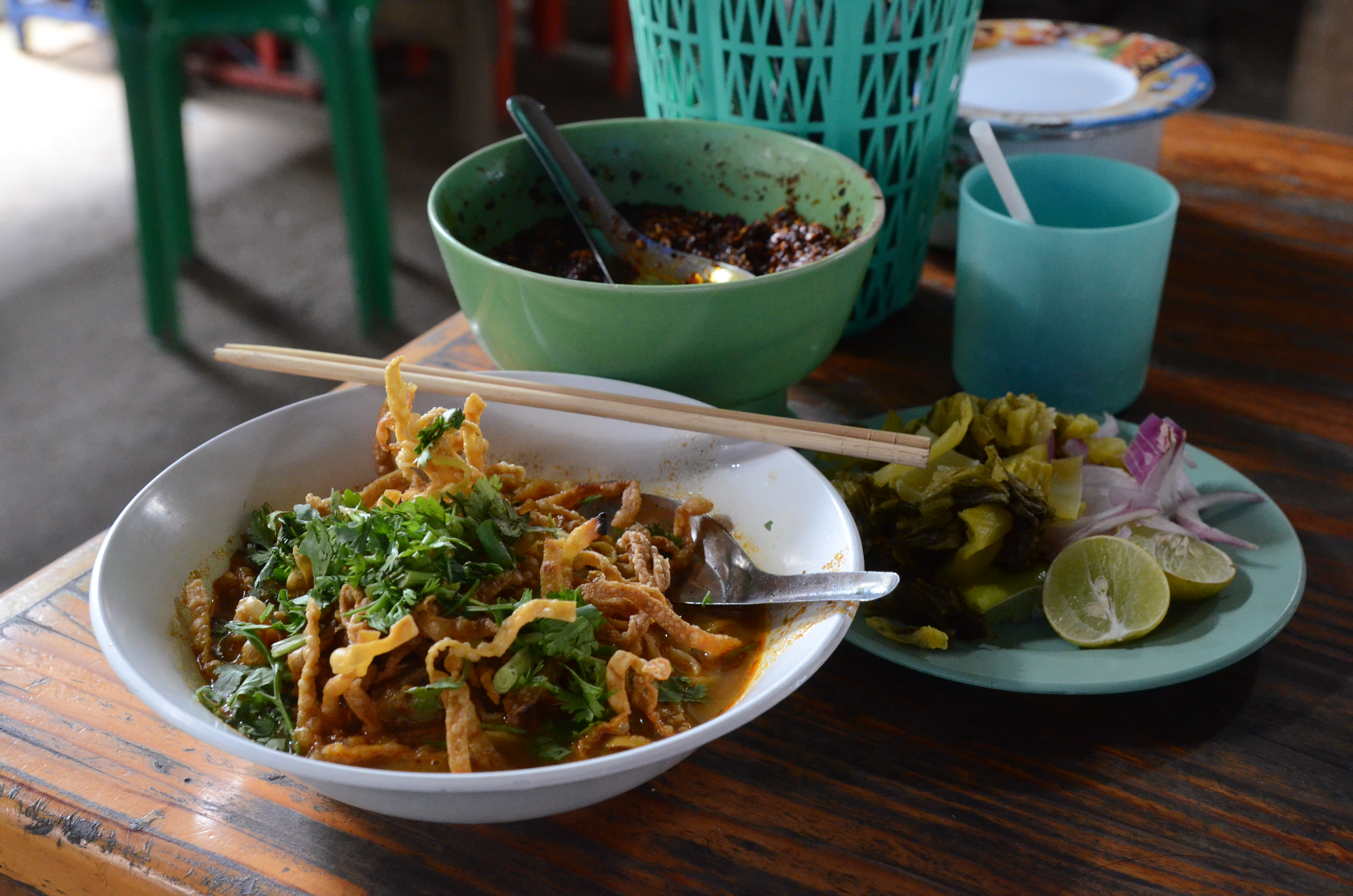
チェンマイのカオソーイ

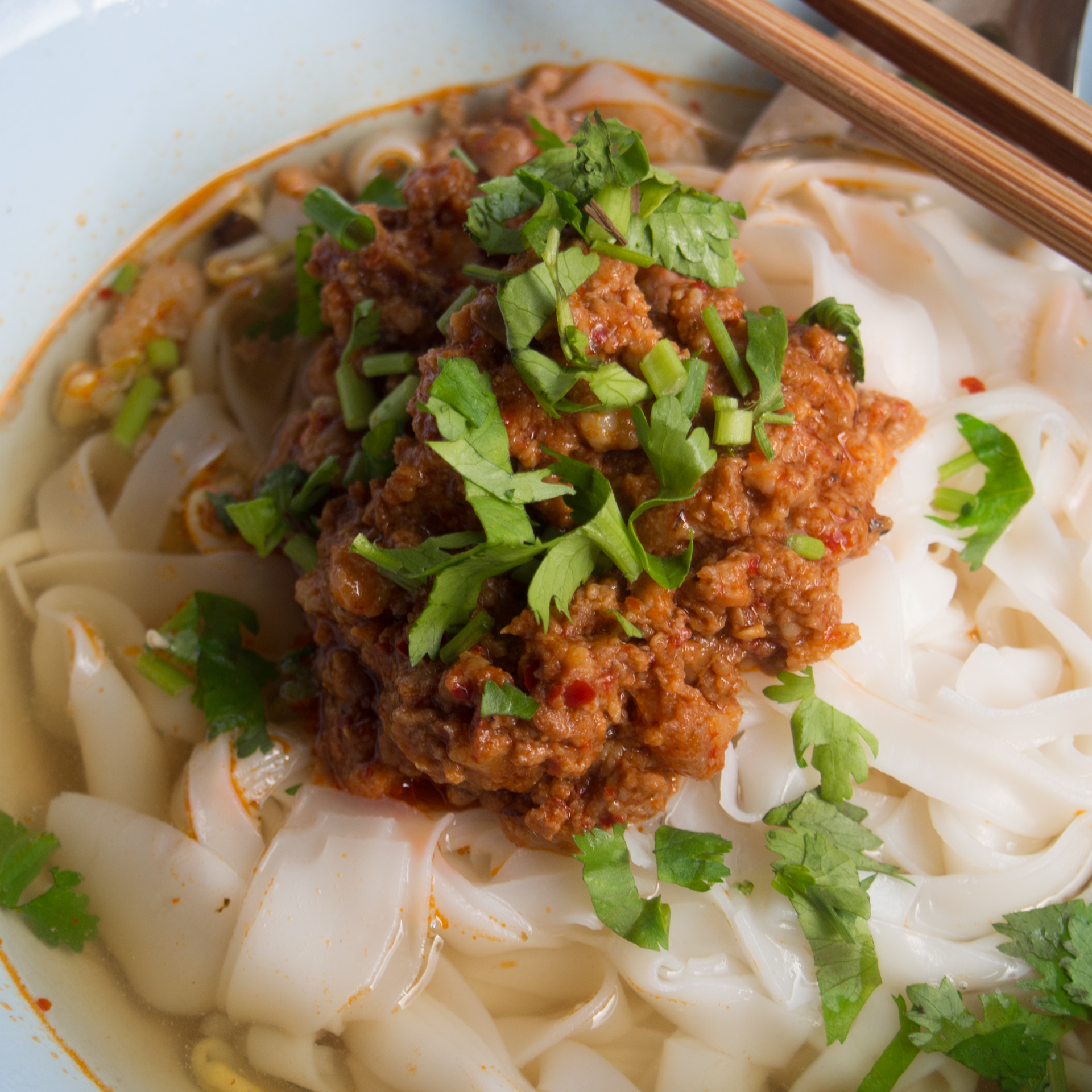
ラオス風のカオソーイ・ナームナー

カオソーイ（ラーオ語: ເຂົ້າສອຍ、タイ語: ข้าวซอย）は、チェンマイをはじめとするタイ北部と、ルアンパバーンをはじめとするラオス北部で広く食べられている麺料理である。初めミャンマーからラオス北部に伝わり、その後ラオス北部からタイ北部に広がった。カオ（ข้าว）はコメ、ソーイ（ซอย）は細く伸ばす・切るという意味。
カオソーイには二つのタイプがあり、ラオスではスープに幅広のライスヌードルを入れ、トゥアナオ (ถั่วเน่า) と呼ばれる大豆から作られる"タイの納豆"と言われる大豆の発酵食と豚挽肉、唐辛子、ニンニク、トマト、エシャロットを混ぜ合わせて炒めたものと、ケップムー (แคบหมู) と呼ばれる揚げた豚皮、豆苗、ワケギのみじん切り、コリアンダーのみじん切りをトッピングする。ラオス風のカオソーイはタイのチェンマイではカオソーイ・メーサーイ、チエンラーイではカオソーイ・ナームナー（ข้าวซอยน้ำหน้า）またはクイティアオ・ナームナーと呼ばれる。
タイ風のカオソーイは、ココナッツミルクを加えたカレースープに揚げた卵麺を入れ、ナムプリックパオ (น้ำพริกเผา) と呼ばれる唐辛子と干しエビなどのペーストと、酢漬けのキャベツ、エシャロット、ライム汁、肉がトッピングされる。カレーソースはゲーン・マッサマンに似ていてそれよりも薄いが、マッサマンを使用するレシピもある。北部ラオス人は特別な方法でこの料理を作るが、ラオスのレストランでは様々なバリエーションが見られる。タイでは屋台料理として一般的だが、海外のタイ料理レストランではあまり見られない。
タイのカオソーイは中国系イスラム教徒（雲南省の回族）の食文化の影響を受けているため、伝統的にこの料理は豚肉よりも牛肉や鶏肉とともに提供される。
ミャンマーのシャン州の料理カウスェー（ビルマ語：ခေါက်ဆွဲ  ）やオンノ・カウスェー（အုန်းနို့ခေါက်ဆွဲ  ）は、小麦粉の卵麺を用いる点とココナッツミルクベースのスープをかけて供するという点がタイのカオソーイと共通している。